# John Lipscomb
John B. Lipscomb, né le 25 juillet 1950 à Arlington (Virginie) est un prélat américain. Évêque anglican de l'Église épiscopalienne des États-Unis, il est chargé du diocèse du sud-ouest de la Floride de 1997 à septembre 2007. Deux mois après sa démission, il rejoint finalement la pleine communion avec l'Église catholique pour laquelle il devient prêtre en 2009.

## Biographie
Élevé dans la religion baptiste par un père pasteur, il épouse une femme nommée Marcie le 28 décembre 1968. Celle-ci, avec qui il a deux enfants, le convainc de rejoindre l'Église épiscopalienne américaine. Ordonné diacre en juin 1974, il est ensuite ordonné prêtre en mars 1975 et devient missionnaire au Kenya, où il attrape le paludisme ainsi que la maladie de Parkinson.
Enfin, en 1995, il est élu évêque du sud-ouest de la Floride, puis ordonné par Edmond Lee Browning, assisté de James Malone Coleman et Rogers Sanders Harris.
De ligne conservatrice, il est accusé en 2003 par le New York Times d'avoir fondé un nouveau réseau dans le but de préparer un schisme au sein de l'Église épiscopalienne. Niant ces accusations, il affirme n'avoir qu'appuyé la charte théologique de ce nouveau réseau en réalité destiné à changer son Église de l'intérieur et non pas à la quitter. En août suivant, il est l'un des 18 évêques signataires d'une déclaration condamnant la nomination de Gene Robinson, prêtre ouvertement homosexuel, à la tête du diocèse de New Hampshire. Il estime alors que la Communion anglicane s'éloigne de l'enseignement biblique. Il encourage parallèlement les membres de son diocèse à ne plus faire de don à l'Église épiscopalienne. Toutefois, il consacre son mandat à la réconciliation des branches conservatrice et libérale de son Église. Il démissionne finalement de ses fonctions en septembre 2007.
En novembre suivant, après une longue période de réflexion, de prière et de discussions avec Mgr Robert Nugent Lynch (en), il annonce sa conversion au catholicisme ainsi que celle de son épouse. L'Église catholique permettant aux anciens prêtres anglicans mariés d'accéder à la prêtrise, John Lipscomb est ordonné prêtre le 2 décembre 2009 à Lutz, par Mgr John Favalora (en), archevêque de Miami. Il est ainsi accueilli au sein du diocèse catholique de St. Petersburg et se voit nommé responsable de la paroisse Saint-Timothé de Lutz.